# SN 2005ae
SN 2005ae – supernowa typu IIb odkryta 1 lutego 2005 roku w galaktyce E209-G09. W momencie odkrycia miała maksymalną jasność 17,50m.